# Ugni candollei
Ugni candollei là một loài thực vật có hoa trong Họ Đào kim nương. Loài này được (Barnéoud) O.Berg miêu tả khoa học đầu tiên năm 1856.